# Brezno, Podvelka
Brezno este o localitate din comuna Podvelka, Slovenia, cu o populație de 472 de locuitori.